# جيمس تومسون (فنان قتال مختلط)
جيمس تومسون (بالإنجليزية: James Thompson)‏ هو فنان قتال مختلط بريطاني، ولد في 16 ديسمبر 1978 في روتشديل في المملكة المتحدة.

## وصلات خارجية
- جيمس تومسون على موقع بيلاتور (الإنجليزية)
- جيمس تومسون على موقع شيردوغ (الإنجليزية)
- جيمس تومسون على موقع IMDb (الإنجليزية)